# Ліда (футбольний клуб)
«Ліда» (біл. Ліда) — професіональний білоруський футбольний клуб з однойменного міста в Гродненській області. Був одним з найсильніших клубів Білоруської РСР. Ставав 4-разовим чемпіоном БРСР (1983, 1985, 1986, 1989), дворазовим володарем суперкубка БРСР (1984, 1986), призером різних турнірів БРСР.
На даний час команда виступає в Першій лізі чемпіонату Білорусі з футболу.

## Хронологія назв
- 1962 — «Червоний стяг»
- 1963—1970 — «Вимпел»
- 1971—1996 — «Взуттєвик»
- 1997— т. ч. — «Ліда»

## Історія

### Витоки (1962—1971)
Футбольний клуб у місті Ліда був утворений в 1962 році під назвою «Червоний стяг» («Чырвоны сцяг»). Того ж року команда заявилася в чемпіонат БРСР. Потрапила в першу зону (всього на той момент було дві зони по 10 команд), в якій в підсумку посіла 8 місце, випередивши команди «Ракета» (Жодіно) і барановицький «Салют», який знявся зі змагань. У матчі плей-оф за 15-те місце команді протистояла полоцька «Зірка», якій в результаті команда поступилася 0:2 та 1:2. У підсумку в дебютному для себе сезоні команда посіла 16 місце із заявлених 20 команд.
Наступного сезону клуб виступав під назвою «Вимпел». У чемпіонаті команда зайняла передостаннє 15-те місце. Надалі клуб ще два роки провів у найсильнішому дивізіоні чемпіонату БРСР, а після зміни формули чемпіонату в 1966 році, в якій з'явилися дві ліги — команда почала виступати у другому за значущістю дивізіоні. Протягом п'яти сезонів «Вимпел» був середняком ліги, аж до 1971 року, коли команду під свою опіку взяла місцева взуттєва фабрика.

### Становлення клубу (1971—1982)
У 1971 році спонсором команди стала «Лідинська взуттєва фабрика». З цього року у команди з'явилася нова назва, яку вона носила 25 років — «Взуттєвик». У своєму дебютному сезоні в найсильнішому дивізіоні чемпіонату БРСР клуб не зумів закріпитися, посівши останнє 12-те місце. Однак через рік знову повернувся туди, залишаючись там до здобуття БРСР незалежності. У 1972 році, лідируючи у другому дивізіоні, команді вдалося досягти першої серйозної сходинки в своїй історії — фіналу кубка БРСР. Суперником у тому матчі був один з лідерів білоруського футболу жодінське «Торпедо». «Взуттєвик» програв з рахунком 0:2. Також, у 1982 році команди знову зустрілися в фіналі Кубка БРСР. Знову перемогу здобули жодінські футболісти — 3:0.
У період з 1977 по 1979 роки команда не виступала на республіканському рівні в зв'язку з реконструкцією свого стадіону.
У 1980 році чемпіонат БРСР став знову лігою, яка складалася з одного дивізіону. Однак в «Ліді» почався болісний період становлення команди. Результати виступів знову виявилися невдалими: команда зайняла 22-ге місце з 23 команд, які стартували в першості. Протягом трьох сезонів не могла зачепитися за десятку найсильніших, але з 1983 року розпочалося поліпшення результатів команди.

### Серед найкращих
У 1983 році, фінішувавши першим в своїй зоні, «Взуттєвик» у фінальному матчі за чемпіонство зустрічався з мінським «Торпедо». У двоматчевому протистоянні команди зіграли внічию 0:0 та 1:1. Лідинська команда перемогла завдяки власній дисциплінованості дисциплінованості (дві жовті картки проти шести у мінської команди). Уже наступного сезону команді вдалося вперше виграти суперкубок БРСР. У фінальному матчі була здобута перемога над футболістами з жодінского «Торпедо». Наступного 1985 року «Взуттєвик» став дворазовим чемпіоном БРСР, вигравши у фіналі у тих же жодінських футболістів за сумою двох поєдинків з рахунком 3:2.
У 1986 році команда впевнено пройшла дистанцію першості і в фінальному протистоянні за чемпіонство двічі обіграла бобруйський «Шинник» з рахунком 1:0. Також у тому році команда вдруге виграла суперкубок БРСР. У фіналі був обіграний солігорський «Шахтар». Перша зустріч завершилася нічийним результатом, а в матчі-відповіді лідинські футболісти розгромили суперників з рахунком 4:1. Також у команди були й два невдалих фінали в суперкубку БРСР. Спочатку, в 1987 році, футболісти «Шахтаря» обіграли «Ліду» за сумою двох зустрічей з рахунком 4:1, а в 1990 році з ще більшими 0:6 поступилися мінському «Супутнику».
Чемпіонати 1987 і 1988 років команда завершувала з бронзовими медалями, а в 1989 році, виграла вчетверте в своїй історії чемпіонат БРСР, випередивши мінський «Супутник» на одне очко. В останніх двох сезонах чемпіонату БРСР команда виступала гірше й завершувала їх на 8-м і 12-му місцях відповідно.

### Незалежні часи (1992—2000)
Зі здобуттям Білорусією незалежності з'явився об'єднаний турнір — Чемпіонат Білорусі з футболу. З моменту його створення в 1992 році «Взуттєвик» розпочав виступати в найсильнішому дивізіоні. У першому чемпіонаті команді вдалося закріпитися там, зайнявши 12-те місце з 16 команд-учасниць. Однак уже наступному сезону клуб завершив виступ на передостанньому місці й вилетів у другий дивізіон. Однак і в ньому команда не затрималася, відразу вигравши турнір у першій лізі. Повернувшись до вищого дивізіону на три сезони, знову опустилася вниз. Друге падіння сталося в рік перейменування клубу в ФК «Ліда». У 1998 році команда знову виграла першу лігу. Саме в тому році, вона встановила абсолютний рекорд, — 20 турів зі старту чемпіонату без поразок. У той період виділявся головний бомбардир клубу — Звіад Бурдзенідзе, який забив у чемпіонатах за клуб 68 м'ячів (23 з яких у 1998 році). Повернувшись до еліти, команда не затрималася там надовго. У 2000 році «Ліда» знову вилетіла з вищої ліги. До рятівного 13-го місця команді не вистачило трьох очок. На той час також виділялися Вітольд Хохлач, Сергій Петрушевський і майбутній капітан БАТЕ й гравець збірної Білорусі Олександр Юревич, який тільки но розпочинав у той час свій шлях у дорослому футболі.

### Падіння (2001—2012)
Починаючи з 2001 року команда надовго закріпилася в другому дивізіоні. «Ліда» завжди ставила перед собою завдання вийти до вищої ліги, однак у 2006 році ситуація сильно змінилася — вона вилетіла в третій дивізіон. У 2007 році команда одразу повернулася в першу лігу, зайнявши в третьому дивізіоні друге місце. Однак у 2010 році в команді стався серйозний провал — вона знову покинула першу лігу, завершивши чемпіонат на останньому місці. Наступного сезону команда впевнено пройшла дистанцію в другій лізі. Головною ударною силою в її складі в сезоні 2011 року став Дмитро Денисюк, який у 30 матчах відзначився 30 голами. Це найкращий в історії клубу бомбардирський показник за сезон. На початку сезону 2012 року клуб пробився в 1/4 фіналу Кубка Білорусі, де поступився новополоцькому «Нафтану». Тим самим, це досягнення в кубку поки що залишається найкращим в історії (подібне досягнення було лише в 2000 році). У чемпіонаті в тому сезоні вдалося закріпитися в першій лізі, зайнявши 11 місце.

### Стабілізація (2013—...)
У сезоні 2013 року «Ліда» мала збалансований склад, в якому переважно виступали власні вихованці. Команда дуже вдало стартувала, не зазнавши жодної поразки за перші 10 турів. Такому результату лідинці мали завдячувати в тому числі й нападнику Ігору Кривобоку, який швидко очолив таблицю найкращих бомбардирів Першої ліги. Проте в липні Кривобок перейшов у новополоцький «Нафтан», а «Ліда» зіграла декілька невдалих матчів (у тому числі й програла з рахунком 0:5 «Сморгоні» в кубку Білорусі). У серпні гра команди знову налагодилася. Замість Кривобока лідерську роль в колективі взяв на себе інший ветеран, Дмитро Ковальонок. У підсумку «Ліда» вийшла на четверте місце й зуміла нав'язати боротьбу «Вітебську» за третє місце. Тим не менше наприкінці сезону лідинцям довелося боротися з «Березою-2010» за утримання 4-ї позиції. Тільки завдяки перемозі в останньому турі над «Городеєю» (2:0) «Ліда» зуміла зайняти 4-те місце, яке стало найкращим результатом команди з 2001 року.
Взимку 2014 року «Ліду» залишили досвідчені гравці: Віталій Надієвський та Віталій Таращик завершили кар'єру футболіста, а вже напередодні початку сезону до гродненського «Німана» повернувся Дмитро Ковальонок. В результаті команда, незважаючи на те що зберегла переважну більшість своїх гравців, більшу частину сезону перебувала в середині турнірної таблиці. Але невдала кінцівка сезону відкинула «Ліду» на 14-те місце серед 16 команд-учасниць.
У сезоні 2015 року в «Ліді» відбулися зміни на тренерському містку: замість Андрія Петрова команду очолив її колишній воротар Максим Личов, який раніше входив до тренерського штабу. Незважаючи на те, що команду залишила значна кількість гравців, цю знівелював прихід нових виконавців, в тому числі й Едуарда Чудновського та Сергія Ковалюка. «Ліда» невдало розпочала сезон, програвши в перших двох турах чемпіонату, але потім почала здобувати перемогу одна за одною, внаслідок чого перше коло завершила на високому 3-му місці, яке надавало право наступного сезону виступати у Вищій лізі. Під час літнього трансферного вікна лідер команди Ковалюк перейшов у гродненський «Німан», і друге коло команда провела невдало, швидко вибувши з боротьби за медалі чемпіонату. У підсумку лідинці зайняли 6-те місце.
На початку сезону 2016 року головним тренером «Ліди» призначили Віталія Таращика. Однак уже в червні він залишив свою посаду, на той момент команда займала місце в середині турнірної таблиці. У серпні 2016 року новим тренером призначили В'ячеслава Геращенка. Під його керівництвом «Ліда» тривалий період часу знаходилася в нижній частині турнірної таблиці, але завдяки вдалому фініші зайняла 6-те підсумкове місце.
Сезон 2017 року «Ліда» розпочала під керівництвом Петра Качуро. Після непоганого старту команда почала програвати в наступних поєдинках й через деякий час закріпилася на останньому місці в турнірній таблиці. Влітку Качуро замінив Сергій Солодовников. Лідинський клуб у підсумку зайняв 14-те й зберіг своє місце в Першій лізі.

## Досягнення

### Радянський період
- Чемпіонат Білоруської РСР
  -  Чемпіон (4): 1983, 1985, 1986, 1989
  -  Бронзовий призер (2): 1987, 1988

- Суперкубок Білоруської РСР
  -  Володар (2): 1984, 1986
  -  Фіналіст (2): 1987, 1990

- Кубок Білоруської РСР
  -  Фіналіст (2): 1972, 1982

### Незалежна Білорусь
- Перша ліга
  -  Чемпіон (2): 1993/94, 1998

- Друга ліга
  -  Чемпіон (1): 2011

## Статистика виступів

### Чемпіонат Білорусі
| Сезон   | Д  | Місце   | Іг | В  | Н  | П  | М'ячі   | Очки | Бомбардир                            | Місце в Кубкі  |
| ------- | -- | ------- | -- | -- | -- | -- | ------- | ---- | ------------------------------------ | -------------- |
| 1992    | Д1 | 12 (16) | 15 | 4  | 3  | 8  | 13 — 18 | 11   | О. Савицький — 4                     | 1/8 фіналу     |
| 1992/93 | Д1 | 16 (17) | 32 | 4  | 9  | 19 | 15 — 45 | 17   | В. Михальцов — 5                     | 1/16 фіналу    |
| 1993/94 | Д2 | 1 (16)  | 28 | 20 | 6  | 2  | 49 — 14 | 46   | О. Вербицький, О. Кузнєцов —8        | 1/16 фіналу    |
| 1994/95 | Д1 | 8 (16)  | 30 | 10 | 10 | 10 | 32 — 36 | 30   | З. Бурдзенідзе — 7                   | 1/8 фіналу     |
| 1995    | Д1 | 12 (16) | 15 | 4  | 4  | 7  | 15 — 23 | 16   | В. Хохлач — 5                        | 1/16 фіналу    |
| 1996    | Д1 | 15 (16) | 30 | 6  | 6  | 18 | 26 — 43 | 24   | З. Бурдзенідзе — 5                   | 1/16 фіналу    |
| 1997    | Д2 | 3 (16)  | 30 | 20 | 5  | 5  | 59 — 24 | 65   | З. Бурдзенідзе — 13                  | 1/8 фіналу     |
| 1998    | Д2 | 1 (16)  | 30 | 23 | 5  | 2  | 65 — 19 | 74   | З. Бурзенідзе — 23                   | 1/16 фіналу    |
| 1999    | Д1 | 13 (16) | 30 | 7  | 4  | 19 | 27 — 64 | 25   | Ю. Жирун — 8                         | 1/4 фіналу     |
| 2000    | Д1 | 14 (16) | 30 | 3  | 10 | 17 | 16 — 60 | 19   | В. Хохлач — 3                        | 1/16 фіналу    |
| 2001    | Д2 | 9 (15)  | 28 | 9  | 7  | 12 | 27 — 33 | 34   | З. Бурзенідзе — 7                    | 1/32 фіналу    |
| 2002    | Д2 | 6 (16)  | 30 | 14 | 4  | 12 | 39 — 39 | 46   | Ол. Третяк — 7                       | 1/32 фіналу    |
| 2003    | Д2 | 8 (16)  | 30 | 13 | 4  | 13 | 35 — 45 | 43   | Д. Сафронов — 12                     | не приймав уч. |
| 2004    | Д2 | 8 (16)  | 30 | 11 | 7  | 12 | 37 — 30 | 40   | Ол. Третяк — 6                       | 1/8 фіналу     |
| 2005    | Д2 | 10 (16) | 30 | 10 | 7  | 13 | 41 — 43 | 37   | О. Масло — 10                        | 1/16 фіналу    |
| 2006    | Д2 | 13 (14) | 26 | 6  | 5  | 15 | 23 — 45 | 23   | О. Масло — 6                         | 1/16 фіналу    |
| 2007    | Д3 | 2 (16)  | 30 | 20 | 5  | 5  | 78 — 34 | 70   | С. Цибуль — 13                       | 1/16 фіналу    |
| 2008    | Д2 | 11 (14) | 26 | 6  | 7  | 13 | 24 — 45 | 25   | О. Довгилевич — 5                    | 1/16 фіналу    |
| 2009    | Д2 | 11 (14) | 26 | 6  | 8  | 12 | 19 — 31 | 26   | О. Довгилевич — 9                    | 1/32 фіналу    |
| 2010    | Д2 | 16 (16) | 30 | 4  | 7  | 19 | 23 — 59 | 19   | Д. Дуботавка — 5                     | 1/16 фіналу    |
| 2011    | Д3 | 1 (16)  | 30 | 23 | 4  | 3  | 60 — 21 | 73   | Д. Денисюк — 30                      | 1/4 фіналу     |
| 2012    | Д2 | 11 (15) | 28 | 8  | 6  | 14 | 32 — 49 | 30   | О. Добровольський, О. Татарніков — 5 | 1/16 фіналу    |
| 2013    | Д2 | 4 (16)  | 30 | 15 | 7  | 8  | 53 — 38 | 52   | Д. Ковальонок — 12                   | 1/16 фіналу    |
| 2014    | Д2 | 14 (16) | 30 | 10 | 1  | 19 | 46 — 64 | 31   | О. Татарніков — 12                   | 1/16 фіналу    |
| 2015    | Д2 | 6 (16)  | 30 | 15 | 5  | 10 | 60 — 53 | 50   | О. Довгилевич, О. Добровольський — 9 | 1/16 фіналу    |
| 2016    | Д2 | 6 (14)  | 26 | 11 | 5  | 10 | 26 — 33 | 38   | М. Дубай — 5                         | 1/16 фіналу    |
| 2017    | Д2 | 14 (16) | 30 | 6  | 10 | 14 | 28 — 39 | 28   | Р. Грибовський — 8                   | 1/32 фіналу    |
| 2018    | Д2 |         | —  | —  | —  | —  | —       | —    | —                                    |                |

| Ліга   | Участь | Матчів | В   | Н   | П   | З-П м'ячі  |
| ------ | ------ | ------ | --- | --- | --- | ---------- |
| Д1     | 7      | 182    | 38  | 46  | 98  | 144 — 289  |
| Д2     | 18     | 518    | 207 | 106 | 205 | 696 — 693  |
| Д3     | 2      | 60     | 43  | 9   | 8   | 138 — 55   |
| Усього | 27     | 760    | 288 | 161 | 311 | 978 — 1037 |

Примітки:
- Починаючи із сезону 1995 року в чемпіонаті Білорусі за перемогу стали нараховувати 3 очка.
- Блакитним кольором виділено найкращий результат у чемпіонатах Білорусі.

### Кубок Білорусі
Команда брала участь практично у всіх Кубках Білорусі (за винятком сезону 2003/04). Найвищим досягненням є сезони 1999/2000 та 2011/12 років, в яких команда виходила до 1/4 фіналу. Найкращим бомбардиром команди в цьому турнірі є Олександр Третяк. На його рахунку 5 голів (з 2004 по 2010 роки).
| Виступів | Матчів | В  | Н | П  | З-П м'ячі |
| -------- | ------ | -- | - | -- | --------- |
| 26       | 45     | 17 | 3 | 25 | 59 — 79   |

## Символіка

Логотип клубу в 1971-1996 рр.

### Клубні кольори
Традиційними кольорами клубу протягом півстолітньої історії залишалися червоний і білий. Резервним кольором для клубу є синій.
| Червоний | Білий | Синій |

### Старий логотип
Логотип був затверджений у 1971 році, коли команда змінила назву на «Взуттєвик» — основного спонсора команди. У 1997 році, після перейменування клубу в ФК «Ліда» було вирішено змінити й логотип клубу. Таким чином, старий логотип клубу протримався 35 років.

## Стадіони

### Міський стадіон
«ЦСК Юність» — багатофункціональний стадіон у м. Ліда. Наразі використовується для міських змагань і проведення футбольних матчів. Є домашнім стадіоном футбольного клубу «Ліда».
- Побудовано: 1962 року
- Відкрито: 1962 року
- Місткість: 2870 місць
- Головна команда: «ФК Ліда»
- Розміри поля: 104 × 68 м

### Стадіон «Старт»

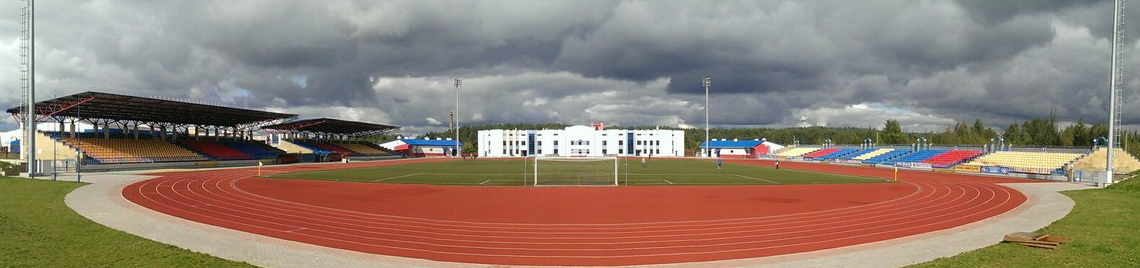
Панорамний вид стадіону «Старт»

Новий стадіон побудований спеціально до республіканського свята «Дожинки-2010», який проходив у місті Ліда в 2010 році. Окрім стадіону, на прилеглій території також знаходяться інші спортивні об'єкти, такі як Льодовий палац та СОК «Олімпія».
У 2013 році стадіон був повністю зданий в експлуатацію. Місткість арени становить 2960 місць. З цього ж року стадіон став новою домашньою ареною футбольного клубу «Ліда».
- Побудовано: 2010
- Відкритий: 2013
- Місткість: 2960 місць
- Головна команда: «ФК Ліда»
- Розміри поля: 104 × 68 м

## Рекордсмени клубу
|    |         | Найкращі бомбардири    |       |       |        |  |
| М  | Позиція | Гравець                | Чемп. | Кубок | Усього |  |
| -- | ------- | ---------------------- | ----- | ----- | ------ |  |
| 1  | Нап     | Звіад Бурдзенідзе      | 68    | 1     | 69     |  |
| 2  | Нап     | Олександр Третяк       | 39    | 5     | 44     |  |
| 3  | Нап     | Олександр Довгилевич   | 40    | 2     | 42     |  |
| 4  | Пів     | Олексій Добровольський | 39    | 3     | 42     |  |
| 5  | Нап     | Олександр Татарніков   | 36    | 4     | 40     |  |
| 6  | Пів     | Дмитро Сафронов        | 37    | 2     | 39     |  |
| 7  | Зах     | Вітольд Хохлач         | 33    | 3     | 36     |  |
| 8  | Пів     | Сергій Петрушевський   | 34    | 0     | 34     |  |
| 9  | Нап     | Дмитро Денисюк         | 30    | 2     | 32     |  |
| 10 | Зах     | Юрій Каратай           | 26    | 0     | 26     |  |
| 10 | Пів     | Юрій Ходико            | 24    | 2     | 26     |  |

|    |         | «Довгожителі» клубу    |       |       |        |  |
| М  | Позиція | Гравець                | Чемп. | Кубок | Усього |  |
| -- | ------- | ---------------------- | ----- | ----- | ------ |  |
| 1  | Пів     | Сергій Петрушевський   | 452   | 23    | 475    |  |
| 2  | Зах     | Юрій Каратай           | 305   | 19    | 324    |  |
| 3  | Зах     | Сергій Салиго          | 305   | 13    | 318    |  |
| 4  | Зах     | Дмитро Макаренко       | 281   | 18    | 299    |  |
| 5  | Пів     | Юрій Ходико            | 273   | 20    | 293    |  |
| 6  | Зах     | Вітольд Хохлач         | 268   | 12    | 280    |  |
| 7  | Пів     | Дмитро Сафронов        | 257   | 21    | 278    |  |
| 8  | Пів     | Олександр Матюк        | 233   | 14    | 247    |  |
| 9  | Нап     | Олександр Третяк       | 215   | 12    | 227    |  |
| 10 | Пів     | Олексій Добровольський | 210   | 16    | 226    |  |

Станом на кінець сезону 2017
Жирним шрифтом виділені гравці, які нині грають в команді

## Гравці «Ліди» на престижних міжнародних турнірах
| Турнір                       | Учасники                                | Досягнення    |
| ---------------------------- | --------------------------------------- | ------------- |
| Чемпіонат Європи 2005 (U-17) | Ігор Карпович Ігор Лисиця Юрій Астравух | Груповий етап |

* Враховуються гравці, які представляли клуб у фінальній частині змагань.

## Відомі тренери
| - 1962—1971 Леонід Булей - 1972—1988 Володимир Гришанович - 1989—1993 Іван Прохоров - 1993 Володимир Гришанович - 1994—1996 Андрій Петров - 1996—1997 Генріх Романовський - 1998—2000 Іван Прохоров - 2000—2001 Андрій Петров - 2001—2004 Віталій Рашкевич - 2004—2005 Олексій Шубенок - 2005—2006 Дмитро Макаренко |  | - 2007 Ігор Фролов - 2008 Павло Батюто / Сергій Петрушевський - 2009 Андрій Петров - 2010 Сергій Петрушевський / Сергій Салиго - 2011—2012 Ігор Фролов - 2013—2014 Андрій Петров - 2015 Максим Личов - 2016 Віталій Таращик - 2016 В'ячеслав Геращенко - 2017 Петро Качуро - 2017— т. ч. Сергій Солодовніков |

## Відомі гравці
* БРСР
| - Вадим Роговський - Юрій Суворов - Олексій Павлов - Ігор Криушенко - Ойрат Саудов - Даріус Магдішаускас |

| * Білорусь \| - Сергій Петрушевський - Дмитро Макаренко - Вітольд Хохлач - Сергій Салиго - Євген Сонін - Звіад Бурдзенідзе - Олександр Юревич - Павло Шмигеро \| - Олег Кубарєв - Валерій Жуковський - Юрій Астравух - Ігор Карпович - Віталій Таращик - Ігор Кривобок - Віталій Надієвський - Дмитро Ковальонок \| | |
| - Сергій Петрушевський - Дмитро Макаренко - Вітольд Хохлач - Сергій Салиго - Євген Сонін - Звіад Бурдзенідзе - Олександр Юревич - Павло Шмигеро | - Олег Кубарєв - Валерій Жуковський - Юрій Астравух - Ігор Карпович - Віталій Таращик - Ігор Кривобок - Віталій Надієвський - Дмитро Ковальонок |

* Вихованці
- Олексій Сучков
- Дмитро Ленцевич
- Сергій Політевич